# Buffle de feu
Cet article possède un paronyme, voir Buffle (homonymie).
| Éléments du cycle sexagésimal 干支 | Éléments du cycle sexagésimal 干支 | Éléments du cycle sexagésimal 干支 | Éléments du cycle sexagésimal 干支 | Éléments du cycle sexagésimal 干支 | Éléments du cycle sexagésimal 干支 | Éléments du cycle sexagésimal 干支 | Éléments du cycle sexagésimal 干支 | Éléments du cycle sexagésimal 干支 | Éléments du cycle sexagésimal 干支 | Éléments du cycle sexagésimal 干支 | Éléments du cycle sexagésimal 干支 |
| ---------------------------------- | ---------------------------------- | ---------------------------------- | ---------------------------------- | ---------------------------------- | ---------------------------------- | ---------------------------------- | ---------------------------------- | ---------------------------------- | ---------------------------------- | ---------------------------------- | ---------------------------------- |
| 01 Rat bois                        | 02 Buffle bois                     | 03 Tigre feu                       | 04 Lièvre feu                      | 05 Dragon terre                    | 06 Serpent terre                   | 07 Cheval métal                    | 08 Chèvre métal                    | 09 Singe eau                       | 10 Coq eau                         | 11 Chien bois                      | 12 Cochon bois                     |
| 13 Rat feu                         | 14 Buffle feu                      | 15 Tigre terre                     | 16 Lièvre terre                    | 17 Dragon métal                    | 18 Serpent métal                   | 19 Cheval eau                      | 20 Chèvre eau                      | 21 Singe bois                      | 22 Coq bois                        | 23 Chien feu                       | 24 Cochon feu                      |
| 25 Rat terre                       | 26 Buffle terre                    | 27 Tigre métal                     | 28 Lièvre métal                    | 29 Dragon eau                      | 30 Serpent eau                     | 31 Cheval bois                     | 32 Chèvre bois                     | 33 Singe feu                       | 34 Coq feu                         | 35 Chien terre                     | 36 Cochon terre                    |
| 37 Rat métal                       | 38 Buffle métal                    | 39 Tigre eau                       | 40 Lièvre eau                      | 41 Dragon bois                     | 42 Serpent bois                    | 43 Cheval feu                      | 44 Chèvre feu                      | 45 Singe terre                     | 46 Coq terre                       | 47 Chien métal                     | 48 Cochon métal                    |
| 49 Rat eau                         | 50 Buffle eau                      | 51 Tigre bois                      | 52 Lièvre bois                     | 53 Dragon feu                      | 54 Serpent feu                     | 55 Cheval terre                    | 56 Chèvre terre                    | 57 Singe métal                     | 58 Coq métal                       | 59 Chien eau                       | 60 Cochon eau                      |

Le buffle de feu est le quatorzième élément du cycle sexagésimal chinois. Il est appelé dingchou ou ting-tch’eou en chinois (chinois traditionnel et simplifié : 丁丑 ; pinyin : dīngchǒu), jeongchuk en coréen, teichu en japonais et dinh suru en vietnamien. Il est précédé par le rat de feu et suivi par le tigre de terre.
À la tige céleste ding est associé le yin et l'élément feu, et à la branche terrestre chou, le yin, l'élément terre, et le signe du bœuf. Dans la symbolique des cinq éléments, le dingchou correspond donc au « feu qui donne naissance à la terre. »

## Années du buffle de feu
La transition vers le calendrier grégorien se fait en multipliant par soixante et en ajoutant dix-sept. Sont ainsi appelées « année du buffle de feu » les années :

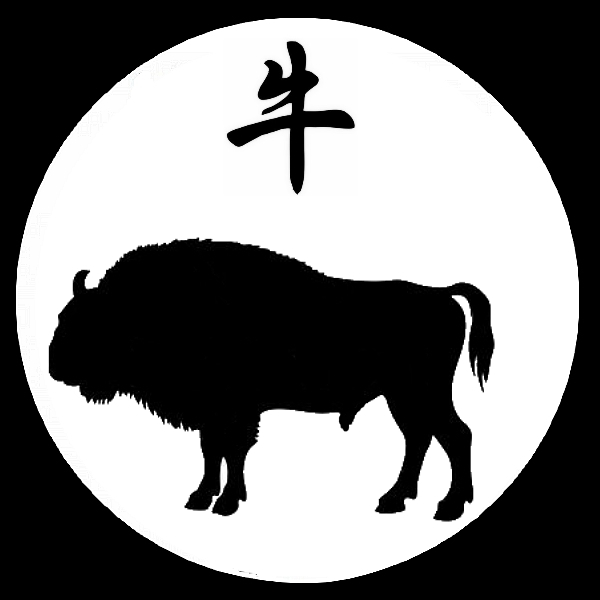
Signe astrologique chinois'Le BUFFLE

| Ier millénaire                                                                                      | IIe millénaire | IIIe millénaire                                                                                                 |
| --------------------------------------------------------------------------------------------------- | --- | --- |
| - 17 - 77 - 137 - 197 - 257 - 317 - 377 - 437 - 497 - 557 - 617 - 677 - 737 - 797 - 857 - 917 - 977 | - 1037 - 1097 - 1157 - 1217 - 1277 - 1337 - 1397 - 1457 - 1517 - 1577 - 1637 - 1697 - 1757 - 1817 - 1877 - 1937 - 1997 | - 2057 - 2117 - 2177 - 2237 - 2297 - 2357 - 2417 - 2477 - 2537 - 2597 - 2657 - 2717 - 2777 - 2837 - 2897 - 2957 |

## Mois du buffle de feu
Les mois du buffle de feu commencent le jour du xiaohan (« petit froid », entre le 5 et 7 janvier), et se termine le jour précédant le lichun (« établissement du printemps », entre le 2 et 5 février marquant le début du printemps en Chine) des années aux tiges célestes jia et ji, soit tous les cinq ans. Sont par exemple « mois du buffle de feu » :
- du 5 janvier 2005 au 2 février 2005
- du 5 janvier 2010 au 2 février 2010
- etc.

## Jour du buffle de feu
Les tableaux suivants établissent la correspondance entre les calendriers occidentaux et les jours du buffle de feu. Par exemple, en 2001 furent jour du buffle de feu le 14 janvier, 15 mars, 14 mai, 13 juillet, 11 septembre et 10 novembre.

### Conversion années normales
Les jours suivants sont des jours du Buffle de feu :
| Jour du Buffle de feu                                                       | Année du calendrier julien                                                                                        | Année du calendrier grégorien                              |
| --------------------------------------------------------------------------- | --- | ---------------------------------------------------------- |
| 1er janvier, 2 mars, 1er mai, 30 juin, 29 août, 28 octobre, 27 décembre     | 81, 161, 241, 321, 401, 481, 561, 641, 721, 801, 881, 961, 1041, 1121, 1201, 1281, 1361, 1441, 1521, 1601...      | 1603, 1683, 1706, 1786, 1809, 1889, 1935, 2015, 2095       |
| 2 janvier, 3 mars, 2 mai, 1er juillet, 30 août, 29 octobre, 28 décembre     | 58, 138, 218, 298, 378, 458, 538, 618, 698, 778, 858, 938, 1018, 1098, 1178, 1258, 1338, 1418, 1498, 1578...      | 1637, 1763, 1866, 1969, 2049                               |
| 3 janvier, 4 mars, 3 mai, 2 juillet, 31 août, 30 octobre, 29 décembre       | 35, 115, 195, 275, 355, 435, 515, 595, 675, 755, 835, 915, 995, 1075, 1155, 1235, 1315, 1395, 1475, 1555...       | 1614, 1694, 1717, 1797, 1843, 1946, 2026                   |
| 4 janvier, 5 mars, 4 mai, 3 juillet, 1er septembre, 31 octobre, 30 décembre | 69, 149, 229, 309, 389, 469, 549, 629, 709, 789, 869, 949, 1029, 1109, 1189, 1269, 1349, 1429, 1509, 1589...      | 1591, 1671, 1774, 1877, 1900, 1923, 2003, 2083             |
| 5 janvier, 6 mars, 5 mai, 4 juillet, 2 septembre, 1er novembre, 31 décembre | 46, 126, 206, 286, 366, 446, 526, 606, 686, 766, 846, 926, 1006, 1086, 1166, 1246, 1326, 1406, 1486, 1566...      | 1625, 1751, 1854, 1957, 2037                               |
| 6 janvier, 7 mars, 6 mai, 5 juillet, 3 septembre, 2 novembre                | 23, 103, 183, 263, 343, 423, 503, 583, 663, 743, 823, 903, 983, 1063, 1143, 1223, 1303, 1383, 1463, 1543, 1623... | 1602, 1682, 1705, 1785, 1831, 1934, 2014, 2094             |
| 7 janvier, 8 mars, 7 mai, 6 juillet, 4 septembre, 3 novembre                | 57, 137, 217, 297, 377, 457, 537, 617, 697, 777, 857, 937, 1017, 1097, 1177, 1257, 1337, 1417, 1497, 1577...      | 1659, 1762, 1865, 1911, 1991, 2071                         |
| 8 janvier, 9 mars, 8 mai, 7 juillet, 5 septembre, 4 novembre                | 34, 114, 194, 274, 354, 434, 514, 594, 674, 754, 834, 914, 994, 1074, 1154, 1234, 1314, 1394, 1474, 1554...       | 1613, 1693, 1739, 1842, 1945, 2025                         |
| 9 janvier, 10 mars, 9 mai, 8 juillet, 6 septembre, 5 novembre               | 11, 91, 171, 251, 331, 411, 491, 571, 651, 731, 811, 891, 971, 1051, 1131, 1211, 1291, 1371, 1451, 1531, 1611...  | 1590, 1670, 1773, 1819, 1899, 1922, 2002, 2082             |
| 10 janvier, 11 mars, 10 mai, 9 juillet, 7 septembre, 6 novembre             | 45, 125, 205, 285, 365, 445, 525, 605, 685, 765, 845, 925, 1005, 1085, 1165, 1245, 1325, 1405, 1485, 1565...      | 1647, 1750, 1853, 1979, 2059                               |
| 11 janvier, 12 mars, 11 mai, 10 juillet, 8 septembre, 7 novembre            | 22, 102, 182, 262, 342, 422, 502, 582, 662, 742, 822, 902, 982, 1062, 1142, 1222, 1302, 1382, 1462, 1542, 1622... | 1601, 1681, 1727, 1830, 1933, 2013, 2093                   |
| 12 janvier, 13 mars, 12 mai, 11 juillet, 9 septembre, 8 novembre            | 79, 159, 239, 319, 399, 479, 559, 639, 719, 799, 879, 959, 1039, 1119, 1199, 1279, 1359, 1439, 1519, 1599...      | 1658, 1761, 1807, 1887, 1910, 1990, 2070                   |
| 13 janvier, 14 mars, 13 mai, 12 juillet, 10 septembre, 9 novembre           | 33, 113, 193, 273, 353, 433, 513, 593, 673, 753, 833, 913, 993, 1073, 1153, 1233, 1313, 1393, 1473, 1553...       | 1635, 1738, 1841, 1967, 2047                               |
| 14 janvier, 15 mars, 14 mai, 13 juillet, 11 septembre, 10 novembre          | 10, 90, 170, 250, 330, 410, 490, 570, 650, 730, 810, 890, 970, 1050, 1130, 1210, 1290, 1370, 1450, 1530, 1610...  | 1589, 1669, 1715, 1795, 1818, 1898, 1921, 2001, 2081       |
| 15 janvier, 16 mars, 15 mai, 14 juillet, 12 septembre, 11 novembre          | 67, 147, 227, 307, 387, 467, 547, 627, 707, 787, 867, 947, 1027, 1107, 1187, 1267, 1347, 1427, 1507, 1587...      | 1646, 1749, 1875, 1978, 2058                               |
| 16 janvier, 17 mars, 16 mai, 15 juillet, 13 septembre, 12 novembre          | 21, 101, 181, 261, 341, 421, 501, 581, 661, 741, 821, 901, 981, 1061, 1141, 1221, 1301, 1381, 1461, 1541, 1621... | 1623, 1726, 1829, 1955, 2035                               |
| 17 janvier, 18 mars, 17 mai, 16 juillet, 14 septembre, 13 novembre          | 78, 158, 238, 318, 398, 478, 558, 638, 718, 798, 878, 958, 1038, 1118, 1198, 1278, 1358, 1438, 1518, 1598...      | 1657, 1703, 1783, 1806, 1886, 1909, 1989, 2069             |
| 18 janvier, 19 mars, 18 mai, 17 juillet, 15 septembre, 14 novembre          | 55, 135, 215, 295, 375, 455, 535, 615, 695, 775, 855, 935, 1015, 1095, 1175, 1255, 1335, 1415, 1495, 1575...      | 1634, 1737, 1863, 1966, 2046                               |
| 19 janvier, 20 mars, 19 mai, 18 juillet, 16 septembre, 15 novembre          | 9, 89, 169, 249, 329, 409, 489, 569, 649, 729, 809, 889, 969, 1049, 1129, 1209, 1289, 1369, 1449, 1529, 1609...   | 1611, 1691, 1714, 1794, 1817, 1897, 1943, 2023             |
| 20 janvier, 21 mars, 20 mai, 19 juillet, 17 septembre, 16 novembre          | 66, 146, 226, 306, 386, 466, 546, 626, 706, 786, 866, 946, 1026, 1106, 1186, 1266, 1346, 1426, 1506, 1586...      | 1645, 1771, 1874, 1977, 2057                               |
| 21 janvier, 22 mars, 21 mai, 20 juillet, 18 septembre, 17 novembre          | 43, 123, 203, 283, 363, 443, 523, 603, 683, 763, 843, 923, 1003, 1083, 1163, 1243, 1323, 1403, 1483, 1563...      | 1622, 1725, 1851, 1954, 2034                               |
| 22 janvier, 23 mars, 22 mai, 21 juillet, 19 septembre, 18 novembre          | 77, 157, 237, 317, 397, 477, 557, 637, 717, 797, 877, 957, 1037, 1117, 1197, 1277, 1357, 1437, 1517, 1597...      | 1599, 1679, 1702, 1782, 1805, 1885, 1931, 2011, 2091       |
| 23 janvier, 24 mars, 23 mai, 22 juillet, 20 septembre, 19 novembre          | 54, 134, 214, 294, 374, 454, 534, 614, 694, 774, 854, 934, 1014, 1094, 1174, 1254, 1334, 1414, 1494, 1574...      | 1633, 1759, 1862, 1965, 2045                               |
| 24 janvier, 25 mars, 24 mai, 23 juillet, 21 septembre, 20 novembre          | 31, 111, 191, 271, 351, 431, 511, 591, 671, 751, 831, 911, 991, 1071, 1151, 1231, 1311, 1391, 1471, 1551...       | 1610, 1690, 1713, 1793, 1839, 1942, 2022                   |
| 25 janvier, 26 mars, 25 mai, 24 juillet, 22 septembre, 21 novembre          | 65, 145, 225, 305, 385, 465, 545, 625, 705, 785, 865, 945, 1025, 1105, 1185, 1265, 1345, 1425, 1505, 1585...      | 1587, 1667, 1770, 1873, 1919, 1999, 2079                   |
| 26 janvier, 27 mars, 26 mai, 25 juillet, 23 septembre, 22 novembre          | 42, 122, 202, 282, 362, 442, 522, 602, 682, 762, 842, 922, 1002, 1082, 1162, 1242, 1322, 1402, 1482, 1562...      | 1621, 1747, 1850, 1953, 2033                               |
| 27 janvier, 28 mars, 27 mai, 26 juillet, 24 septembre, 23 novembre          | 19, 99, 179, 259, 339, 419, 499, 579, 659, 739, 819, 899, 979, 1059, 1139, 1219, 1299, 1379, 1459, 1539, 1619...  | 1598, 1678, 1701, 1781, 1827, 1930, 2010, 2090             |
| 28 janvier, 29 mars, 28 mai, 27 juillet, 25 septembre, 24 novembre          | 53, 133, 213, 293, 373, 453, 533, 613, 693, 773, 853, 933, 1013, 1093, 1173, 1253, 1333, 1413, 1493, 1573...      | 1655, 1758, 1861, 1907, 1987, 2067                         |
| 29 janvier, 30 mars, 29 mai, 28 juillet, 26 septembre, 25 novembre          | 30, 110, 190, 270, 350, 430, 510, 590, 670, 750, 830, 910, 990, 1070, 1150, 1230, 1310, 1390, 1470, 1550...       | 1609, 1689, 1735, 1838, 1941, 2021                         |
| 30 janvier, 31 mars, 30 mai, 29 juillet, 27 septembre, 26 novembre          | 7, 87, 167, 247, 327, 407, 487, 567, 647, 727, 807, 887, 967, 1047, 1127, 1207, 1287, 1367, 1447, 1527, 1607...   | 1586, 1666, 1769, 1815, 1895, 1918, 1998, 2078             |
| 31 janvier, 1er avril, 31 mai, 30 juillet, 28 septembre, 27 novembre        | 41, 121, 201, 281, 361, 441, 521, 601, 681, 761, 841, 921, 1001, 1081, 1161, 1241, 1321, 1401, 1481, 1561...      | 1643, 1746, 1849, 1975, 2055                               |
| 1er février, 2 avril, 1er juin, 31 juillet, 29 septembre, 28 novembre       | 18, 98, 178, 258, 338, 418, 498, 578, 658, 738, 818, 898, 978, 1058, 1138, 1218, 1298, 1378, 1458, 1538, 1618...  | 1597, 1677, 1700, 1723, 1826, 1929, 2009, 2089             |
| 2 février, 3 avril, 2 juin, 1er août, 30 septembre, 29 novembre             | 75, 155, 235, 315, 395, 475, 555, 635, 715, 795, 875, 955, 1035, 1115, 1195, 1275, 1355, 1435, 1515, 1595...      | 1654, 1757, 1803, 1883, 1906, 1986, 2066                   |
| 3 février, 4 avril, 3 juin, 2 août, 1er octobre, 30 novembre                | 29, 109, 189, 269, 349, 429, 509, 589, 669, 749, 829, 909, 989, 1069, 1149, 1229, 1309, 1389, 1469, 1549...       | 1631, 1734, 1837, 1963, 2043                               |
| 4 février, 5 avril, 4 juin, 3 août, 2 octobre, 1er décembre                 | 6, 86, 166, 246, 326, 406, 486, 566, 646, 726, 806, 886, 966, 1046, 1126, 1206, 1286, 1366, 1446, 1526, 1606...   | 1585, 1665, 1711, 1791, 1814, 1894, 1917, 1997, 2077, 2100 |
| 5 février, 6 avril, 5 juin, 4 août, 3 octobre, 2 décembre                   | 63, 143, 223, 303, 383, 463, 543, 623, 703, 783, 863, 943, 1023, 1103, 1183, 1263, 1343, 1423, 1503, 1583...      | 1642, 1745, 1871, 1974, 2054                               |
| 6 février, 7 avril, 6 juin, 5 août, 4 octobre, 3 décembre                   | 17, 97, 177, 257, 337, 417, 497, 577, 657, 737, 817, 897, 977, 1057, 1137, 1217, 1297, 1377, 1457, 1537, 1617...  | 1619, 1699, 1722, 1825, 1951, 2031                         |
| 7 février, 8 avril, 7 juin, 6 août, 5 octobre, 4 décembre                   | 74, 154, 234, 314, 394, 474, 554, 634, 714, 794, 874, 954, 1034, 1114, 1194, 1274, 1354, 1434, 1514, 1594...      | 1653, 1779, 1802, 1882, 1905, 1985, 2065                   |
| 8 février, 9 avril, 8 juin, 7 août, 6 octobre, 5 décembre                   | 51, 131, 211, 291, 371, 451, 531, 611, 691, 771, 851, 931, 1011, 1091, 1171, 1251, 1331, 1411, 1491, 1571...      | 1630, 1733, 1859, 1962, 2042                               |
| 9 février, 10 avril, 9 juin, 8 août, 7 octobre, 6 décembre                  | 5, 85, 165, 245, 325, 405, 485, 565, 645, 725, 805, 885, 965, 1045, 1125, 1205, 1285, 1365, 1445, 1525, 1605...   | 1607, 1687, 1710, 1790, 1813, 1893, 1939, 2019, 2099       |
| 10 février, 11 avril, 10 juin, 9 août, 8 octobre, 7 décembre                | 62, 142, 222, 302, 382, 462, 542, 622, 702, 782, 862, 942, 1022, 1102, 1182, 1262, 1342, 1422, 1502, 1582...      | 1641, 1767, 1870, 1973, 2053                               |
| 11 février, 12 avril, 11 juin, 10 août, 9 octobre, 8 décembre               | 39, 119, 199, 279, 359, 439, 519, 599, 679, 759, 839, 919, 999, 1079, 1159, 1239, 1319, 1399, 1479, 1559...       | 1618, 1698, 1721, 1847, 1950, 2030                         |
| 12 février, 13 avril, 12 juin, 11 août, 10 octobre, 9 décembre              | 73, 153, 233, 313, 393, 473, 553, 633, 713, 793, 873, 953, 1033, 1113, 1193, 1273, 1353, 1433, 1513, 1593...      | 1595, 1675, 1778, 1801, 1881, 1927, 2007, 2087             |
| 13 février, 14 avril, 13 juin, 12 août, 11 octobre, 10 décembre             | 50, 130, 210, 290, 370, 450, 530, 610, 690, 770, 850, 930, 1010, 1090, 1170, 1250, 1330, 1410, 1490, 1570...      | 1629, 1755, 1858, 1961, 2041                               |
| 14 février, 15 avril, 14 juin, 13 août, 12 octobre, 11 décembre             | 4, 27, 107, 187, 267, 347, 427, 507, 587, 667, 747, 827, 907, 987, 1067, 1147, 1227, 1307, 1387, 1467, 1547...    | 1606, 1686, 1709, 1789, 1835, 1938, 2018, 2098             |
| 15 février, 16 avril, 15 juin, 14 août, 13 octobre, 12 décembre             | 61, 141, 221, 301, 381, 461, 541, 621, 701, 781, 861, 941, 1021, 1101, 1181, 1261, 1341, 1421, 1501, 1581...      | 1583, 1663, 1766, 1869, 1915, 1995, 2075                   |
| 16 février, 17 avril, 16 juin, 15 août, 14 octobre, 13 décembre             | 38, 118, 198, 278, 358, 438, 518, 598, 678, 758, 838, 918, 998, 1078, 1158, 1238, 1318, 1398, 1478, 1558...       | 1617, 1697, 1743, 1846, 1949, 2029                         |
| 17 février, 18 avril, 17 juin, 16 août, 15 octobre, 14 décembre             | 15, 95, 175, 255, 335, 415, 495, 575, 655, 735, 815, 895, 975, 1055, 1135, 1215, 1295, 1375, 1455, 1535, 1615...  | 1594, 1674, 1777, 1800, 1823, 1926, 2006, 2086             |
| 18 février, 19 avril, 18 juin, 17 août, 16 octobre, 15 décembre             | 49, 129, 209, 289, 369, 449, 529, 609, 689, 769, 849, 929, 1009, 1089, 1169, 1249, 1329, 1409, 1489, 1569...      | 1651, 1754, 1857, 1903, 1983, 2063                         |
| 19 février, 20 avril, 19 juin, 18 août, 17 octobre, 16 décembre             | 3, 26, 106, 186, 266, 346, 426, 506, 586, 666, 746, 826, 906, 986, 1066, 1146, 1226, 1306, 1386, 1466, 1546...    | 1605, 1685, 1731, 1834, 1937, 2017, 2097                   |
| 20 février, 21 avril, 20 juin, 19 août, 18 octobre, 17 décembre             | 83, 163, 243, 323, 403, 483, 563, 643, 723, 803, 883, 963, 1043, 1123, 1203, 1283, 1363, 1443, 1523, 1603...      | 1582, 1662, 1765, 1811, 1891, 1914, 1994, 2074             |
| 21 février, 22 avril, 21 juin, 20 août, 19 octobre, 18 décembre             | 37, 117, 197, 277, 357, 437, 517, 597, 677, 757, 837, 917, 997, 1077, 1157, 1237, 1317, 1397, 1477, 1557...       | 1639, 1742, 1845, 1971, 2051                               |
| 22 février, 23 avril, 22 juin, 21 août, 20 octobre, 19 décembre             | 14, 94, 174, 254, 334, 414, 494, 574, 654, 734, 814, 894, 974, 1054, 1134, 1214, 1294, 1374, 1454, 1534, 1614...  | 1593, 1673, 1719, 1799, 1822, 1925, 2005, 2085             |
| 23 février, 24 avril, 23 juin, 22 août, 21 octobre, 20 décembre             | 71, 151, 231, 311, 391, 471, 551, 631, 711, 791, 871, 951, 1031, 1111, 1191, 1271, 1351, 1431, 1511, 1591...      | 1650, 1753, 1879, 1902, 1982, 2062                         |
| 24 février, 25 avril, 24 juin, 23 août, 22 octobre, 21 décembre             | 2, 25, 105, 185, 265, 345, 425, 505, 585, 665, 745, 825, 905, 985, 1065, 1145, 1225, 1305, 1385, 1465, 1545...    | 1627, 1730, 1833, 1959, 2039                               |
| 25 février, 26 avril, 25 juin, 24 août, 23 octobre, 22 décembre             | 82, 162, 242, 322, 402, 482, 562, 642, 722, 802, 882, 962, 1042, 1122, 1202, 1282, 1362, 1442, 1522, 1602...      | 1661, 1707, 1787, 1810, 1890, 1913, 1993, 2073             |
| 26 février, 27 avril, 26 juin, 25 août, 24 octobre, 23 décembre             | 59, 139, 219, 299, 379, 459, 539, 619, 699, 779, 859, 939, 1019, 1099, 1179, 1259, 1339, 1419, 1499, 1579...      | 1638, 1741, 1867, 1970, 2050                               |
| 27 février, 28 avril, 27 juin, 26 août, 25 octobre, 24 décembre             | 13, 93, 173, 253, 333, 413, 493, 573, 653, 733, 813, 893, 973, 1053, 1133, 1213, 1293, 1373, 1453, 1533, 1613...  | 1615, 1695, 1718, 1798, 1821, 1947, 2027                   |
| 28 février 29 avril, 28 juin, 27 août, 26 octobre, 25 décembre              | 70, 150, 230, 310, 390, 470, 550, 630, 710, 790, 870, 950, 1030, 1110, 1190, 1270, 1350, 1430, 1510, 1590...      | 1649, 1775, 1878, 1901, 1981, 2061                         |
| 1er mars, 30 avril, 29 juin, 28 août, 27 octobre, 26 décembre               | 1, 47, 127, 207, 287, 367, 447, 527, 607, 687, 767, 847, 927, 1007, 1087, 1167, 1247, 1327, 1407, 1487, 1567...   | 1626, 1729, 1855, 1958, 2038                               |

### Conversion années bissextiles
Les jours suivants sont des jours du Buffle de feu :
| Jour du Buffle de feu                                                       | Année du calendrier julien                                                                                   | Année du calendrier grégorien |
| --------------------------------------------------------------------------- | --- | ----------------------------- |
| 1er janvier, 1er mars, 30 avril, 29 juin, 28 août, 27 octobre, 26 décembre  | 24, 104, 184, 264, 344, 424, 504, 584, 664, 744, 824, 904, 984, 1064, 1144, 1224, 1304, 1384, 1464, 1544...  | 1832                          |
| 2 janvier, 2 mars, 1er mai, 30 juin, 29 août, 28 octobre, 27 décembre       | N/A | 1660, 1912, 1992, 2072        |
| 3 janvier, 3 mars, 2 mai, 1er juillet, 30 août, 29 octobre, 28 décembre     | N/A | 1740                          |
| 4 janvier, 4 mars, 3 mai, 2 juillet, 31 août, 30 octobre, 29 décembre       | 12, 92, 172, 252, 332, 412, 492, 572, 652, 732, 812, 892, 972, 1052, 1132, 1212, 1292, 1372, 1452, 1532...   | 1820                          |
| 5 janvier, 5 mars, 4 mai, 3 juillet, 1er septembre, 31 octobre, 30 décembre | N/A | 1648, 1980, 2060              |
| 6 janvier, 6 mars, 5 mai, 4 juillet, 2 septembre, 1er novembre, 31 décembre | N/A | 1728                          |
| 7 janvier, 7 mars, 6 mai, 5 juillet, 3 septembre, 2 novembre                | 80, 160, 240, 320, 400, 480, 560, 640, 720, 800, 880, 960, 1040, 1120, 1200, 1280, 1360, 1440, 1520, 1600... | 1808, 1888, 2068              |
| 8 janvier, 8 mars, 7 mai, 6 juillet, 4 septembre, 3 novembre                | N/A | 1636, 1968, 2048              |
| 9 janvier, 9 mars, 8 mai, 7 juillet, 5 septembre, 4 novembre                | N/A | 1716, 1796                    |
| 10 janvier, 10 mars, 9 mai, 8 juillet, 6 septembre, 5 novembre              | 68, 148, 228, 308, 388, 468, 548, 628, 708, 788, 868, 948, 1028, 1108, 1188, 1268, 1348, 1428, 1508, 1588... | 1876                          |
| 11 janvier, 11 mars, 10 mai, 9 juillet, 7 septembre, 6 novembre             | N/A | 1624, 1956, 2036              |
| 12 janvier, 12 mars, 11 mai, 10 juillet, 8 septembre, 7 novembre            | N/A | 1704, 1784                    |
| 13 janvier, 13 mars, 12 mai, 11 juillet, 9 septembre, 8 novembre            | 56, 136, 216, 296, 376, 456, 536, 616, 696, 776, 856, 936, 1016, 1096, 1176, 1256, 1336, 1416, 1496, 1576... | 1864                          |
| 14 janvier, 14 mars, 13 mai, 12 juillet, 10 septembre, 9 novembre           | N/A | 1612, 1692, 1944, 2024        |
| 15 janvier, 15 mars, 14 mai, 13 juillet, 11 septembre, 10 novembre          | N/A | 1772                          |
| 16 janvier, 16 mars, 15 mai, 14 juillet, 12 septembre, 11 novembre          | 44, 124, 204, 284, 364, 444, 524, 604, 684, 764, 844, 924, 1004, 1084, 1164, 1244, 1324, 1404, 1484, 1564... | 1852                          |
| 17 janvier, 17 mars, 16 mai, 15 juillet, 13 septembre, 12 novembre          | N/A | 1600, 1680, 1932, 2012, 2092  |
| 18 janvier, 18 mars, 17 mai, 16 juillet, 14 septembre, 13 novembre          | N/A | 1760                          |
| 19 janvier, 19 mars, 18 mai, 17 juillet, 15 septembre, 14 novembre          | 32, 112, 192, 272, 352, 432, 512, 592, 672, 752, 832, 912, 992, 1072, 1152, 1232, 1312, 1392, 1472, 1552...  | 1840                          |
| 20 janvier, 20 mars, 19 mai, 18 juillet, 16 septembre, 15 novembre          | N/A | 1588, 1668, 1920, 2000, 2080  |
| 21 janvier, 21 mars, 20 mai, 19 juillet, 17 septembre, 16 novembre          | N/A | 1748                          |
| 22 janvier, 22 mars, 21 mai, 20 juillet, 18 septembre, 17 novembre          | 20, 100, 180, 260, 340, 420, 500, 580, 660, 740, 820, 900, 980, 1060, 1140, 1220, 1300, 1380, 1460, 1540...  | 1828                          |
| 23 janvier, 23 mars, 22 mai, 21 juillet, 19 septembre, 18 novembre          | N/A | 1656, 1908, 1988, 2068        |
| 24 janvier, 24 mars, 23 mai, 22 juillet, 20 septembre, 19 novembre          | N/A | 1736                          |
| 25 janvier, 25 mars, 24 mai, 23 juillet, 21 septembre, 20 novembre          | 8, 88, 168, 248, 328, 408, 488, 568, 648, 728, 808, 888, 968, 1048, 1128, 1208, 1288, 1368, 1448, 1528...    | 1816, 1896                    |
| 26 janvier, 26 mars, 25 mai, 24 juillet, 22 septembre, 21 novembre          | N/A | 1644, 1976, 2056              |
| 27 janvier, 27 mars, 26 mai, 25 juillet, 23 septembre, 22 novembre          | N/A | 1724                          |
| 28 janvier, 28 mars, 27 mai, 26 juillet, 24 septembre, 23 novembre          | 76, 156, 236, 316, 396, 476, 556, 636, 716, 796, 876, 956, 1036, 1116, 1196, 1276, 1356, 1436, 1516, 1596... | 1804, 1884, 2064              |
| 29 janvier, 29 mars, 28 mai, 27 juillet, 25 septembre, 24 novembre          | N/A | 1632, 1964, 2044              |
| 30 janvier, 30 mars, 29 mai, 28 juillet, 26 septembre, 25 novembre          | N/A | 1712, 1792                    |
| 31 janvier, 31 mars, 30 mai, 29 juillet, 27 septembre, 26 novembre          | 64, 144, 224, 304, 384, 464, 544, 624, 704, 784, 864, 944, 1024, 1104, 1184, 1264, 1344, 1424, 1504, 1584... | 1872                          |
| 1er février, 1er avril, 31 mai, 30 juillet, 28 septembre, 27 novembre       | N/A | 1620, 1952, 2032              |
| 2 février, 2 avril, 1er juin, 31 juillet, 29 septembre, 28 novembre         | N/A | 1780                          |
| 3 février, 3 avril, 2 juin, 1er août, 30 septembre, 29 novembre             | 52, 132, 212, 292, 372, 452, 532, 612, 692, 772, 852, 932, 1012, 1092, 1172, 1252, 1332, 1412, 1492, 1572... | 1860                          |
| 4 février, 4 avril, 3 juin, 2 août, 1er octobre, 30 novembre                | N/A | 1608, 1688, 1940, 2020        |
| 5 février, 5 avril, 4 juin, 3 août, 2 octobre, 1er décembre                 | N/A | 1768                          |
| 6 février, 6 avril, 5 juin, 4 août, 3 octobre, 2 décembre                   | 40, 120, 200, 280, 360, 440, 520, 600, 680, 760, 840, 920, 1000, 1080, 1160, 1240, 1320, 1400, 1480, 1560... | 1848                          |
| 7 février, 7 avril, 6 juin, 5 août, 4 octobre, 3 décembre                   | N/A | 1596, 1676, 1928, 2008, 2088  |
| 8 février, 8 avril, 7 juin, 6 août, 5 octobre, 4 décembre                   | N/A | 1756                          |
| 9 février, 9 avril, 8 juin, 7 août, 6 octobre, 5 décembre                   | 28, 108, 188, 268, 348, 428, 508, 588, 668, 748, 828, 908, 988, 1068, 1148, 1228, 1308, 1388, 1468, 1548...  | 1836                          |
| 10 février, 10 avril, 9 juin, 8 août, 7 octobre, 6 décembre                 | N/A | 1584, 1664, 1916, 1996, 2076  |
| 11 février, 11 avril, 10 juin, 9 août, 8 octobre, 7 décembre                | N/A | 1744                          |
| 12 février, 12 avril, 11 juin, 10 août, 9 octobre, 8 décembre               | 16, 96, 176, 256, 336, 416, 496, 576, 656, 736, 816, 896, 976, 1056, 1136, 1216, 1296, 1376, 1456, 1536...   | 1824                          |
| 13 février, 13 avril, 12 juin, 11 août, 10 octobre, 9 décembre              | N/A | 1652, 1904, 1984, 2064        |
| 14 février, 14 avril, 13 juin, 12 août, 11 octobre, 10 décembre             | N/A | 1732                          |
| 15 février, 15 avril, 14 juin, 13 août, 12 octobre, 11 décembre             | 84, 164, 244, 324, 404, 484, 564, 644, 724, 804, 884, 964, 1044, 1124, 1204, 1284, 1364, 1444, 1524, 1604... | 1812, 1892, 2072              |
| 16 février, 16 avril, 15 juin, 14 août, 13 octobre, 12 décembre             | N/A | 1640, 1972, 2052              |
| 17 février, 17 avril, 16 juin, 15 août, 14 octobre, 13 décembre             | N/A | 1720                          |
| 18 février, 18 avril, 17 juin, 16 août, 15 octobre, 14 décembre             | 72, 152, 232, 312, 392, 472, 552, 632, 712, 792, 872, 952, 1032, 1112, 1192, 1272, 1352, 1432, 1512, 1592... | 1880                          |
| 19 février, 19 avril, 18 juin, 17 août, 16 octobre, 15 décembre             | N/A | 1628, 1960, 2040              |
| 20 février, 20 avril, 19 juin, 18 août, 17 octobre, 16 décembre             | N/A | 1708, 1788                    |
| 21 février, 21 avril, 20 juin, 19 août, 18 octobre, 17 décembre             | 60, 140, 220, 300, 380, 460, 540, 620, 700, 780, 860, 940, 1020, 1100, 1180, 1260, 1340, 1420, 1500, 1580... | 1868                          |
| 22 février, 22 avril, 21 juin, 20 août, 19 octobre, 18 décembre             | N/A | 1616, 1696, 1948, 2028        |
| 23 février, 23 avril, 22 juin, 21 août, 20 octobre, 19 décembre             | N/A | 1776                          |
| 24 février, 24 avril, 23 juin, 22 août, 21 octobre, 20 décembre             | 48, 128, 208, 288, 368, 448, 528, 608, 688, 768, 848, 928, 1008, 1088, 1168, 1248, 1328, 1408, 1488, 1568... | 1856                          |
| 25 février, 25 avril, 24 juin, 23 août, 22 octobre, 21 décembre             | N/A | 1604, 1684, 1936, 2016, 2096  |
| 26 février, 26 avril, 25 juin, 24 août, 23 octobre, 22 décembre             | N/A | 1764                          |
| 27 février, 27 avril, 26 juin, 25 août, 24 octobre, 23 décembre             | 36, 116, 196, 276, 356, 436, 516, 596, 676, 756, 836, 916, 996, 1076, 1156, 1236, 1316, 1396, 1476, 1556...  | 1844                          |
| 28 février, 28 avril, 27 juin, 26 août, 25 octobre, 24 décembre             | N/A | 1592, 1672, 1924, 2004, 2084  |
| 29 février, 29 avril, 28 juin, 27 août, 26 octobre, 25 décembre             | N/A | 1752                          |

## Heure du buffle de feu
Les heures du buffle de feu sont :
- de 1 à 3 h du matin, heure de Beijing (UTC+8) lors des jours contenant les tiges célestes yi et geng.